# 救済 (連歌師)
救済（ぐさい / きゅうせい / きゅうぜい、弘安7年（1284年）- 天授4年/永和4年3月8日（1378年4月5日））は、鎌倉時代末期から南北朝時代にかけての地下（じげ）の連歌師。

## 略歴
和歌を冷泉為相に、連歌を善阿に学ぶ。延文元年（1356年）、二条良基と協力して連歌集「菟玖波集」を編纂。応安5年（1372年）、連歌を読むにあたっての法則を定めた「応安新式」を制定した。句風は特定の風体に偏らず、言葉のこまやかな使い方と心情の深さ、付け句の緊迫感に優れていると評価された。門弟に二条良基のほかに、周阿・永運・素阿・利阿らがおり、室町時代初期の連歌界の周流をなした。
「菟玖波集」に入集しているほか、「文和千句」「紫野千句」「侍公周阿百番連歌合」などにも句が残されている。